# Solénoïde alpha

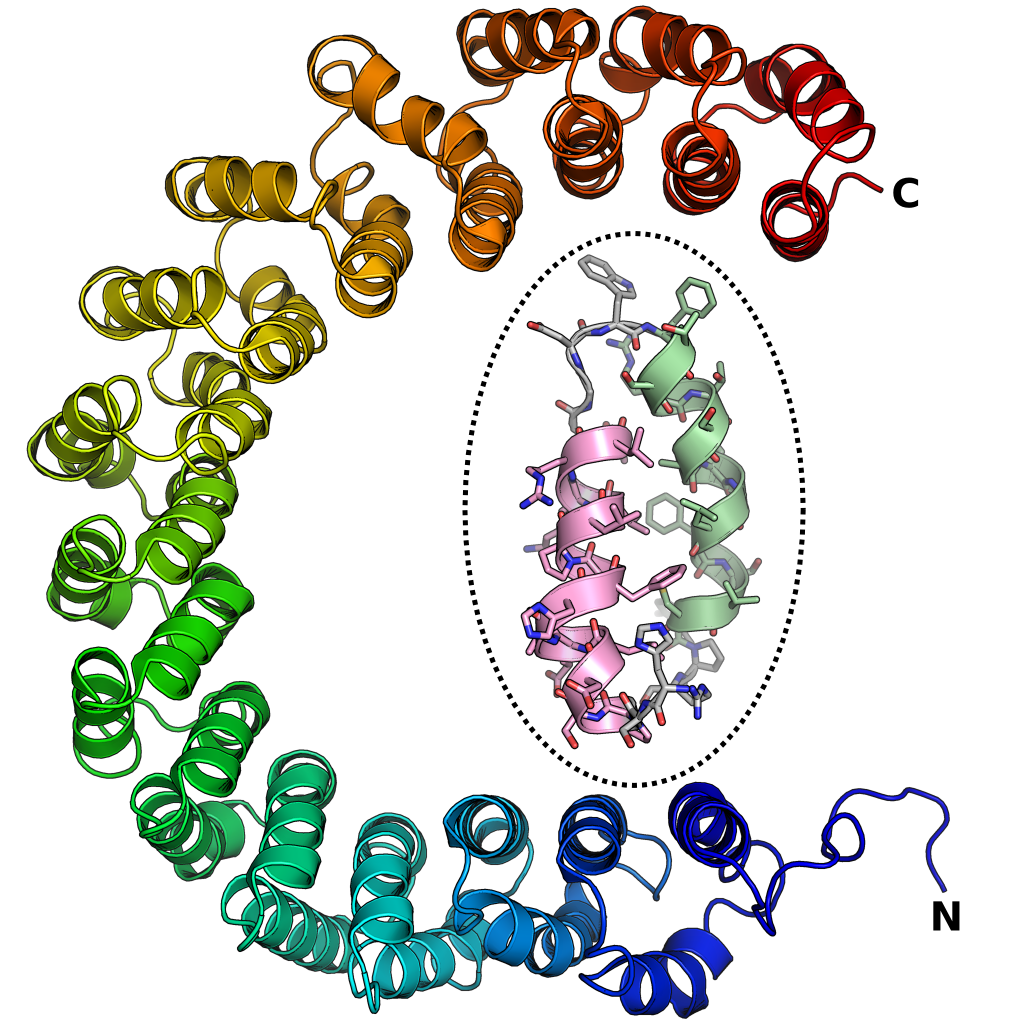
Structure de la sous-unité régulatrice d'une protéine phosphatase 2 humaine représentant l'extrémité N-terminale en bas en bleu et l'extrémité C-terminale en rouge en haut. Un motif hélice-coude-hélice est représenté au centre, avec l'hélice extérieure en rose, l'hélice intérieure en vert, et le coude en blanc,. Cette structure en solénoïde α est formée de 15 répétitions HEAT.

Un solénoïde α est un motif structurel de certaines protéines constitué d'une succession d'hélices α, souvent des motifs hélice-coude-hélice, disposées de manière antiparallèle pour former une superhélice. Les solénoïdes α sont remarquables par leur plasticité et leur flexibilité. Les solénoïdes α sont, comme les beta-propellers, des domaines fréquents dans les protéines des pores nucléaires. On les trouve également très souvent dans les protéines d'enrobage des membranes appelées coatomers (de coating en anglais) telles que la clathrine, ainsi que dans des protéines régulatrices formant de nombreuses interactions protéine-protéine avec leurs partenaires de liaison,. Certains solénoïdes α de liaison à l'ARN et aux lipides ont en outre été décrits.
Le terme de solénoïde α a parfois été utilisé de manière inconstante dans la littérature. Il a été initialement défini comme une structure formée d'un empilement de motifs hélice-coude-hélice empilés pour former une superhélice ouverte. Ce type de structure a cependant été désigné par une terminologie variable selon les sources. La base de données SCOP de classification structurelle des protéines a ainsi adopté la désignation « superhélice alpha alpha », tandis que la base de données CATH (en) l'appelle « fer-à-cheval alpha » et appelle « solénoïde alpha » une structure plus compacte et quelque peu différente.

## Structure
Les solénoïdes α sont des unités structurelles formées d'au moins deux hélices α orientées de manière antiparallèle. L'unité répétée est souvent un motif hélice-coude-hélice, mais il peut être plus élaboré, par exemple avec une hélice supplémentaire au niveau du coude. Les solénoïdes α peuvent résulter de répétitions de motifs hélicoïdaux différents, comme les répétitions HEAT, les répétitions armadillo, les répétitions tétratricopeptide, les répétitions riches en leucine et les répétitions ankyrine,,.
Les solénoïdes α présentent une élasticité et une flexibilité inhabituelle pour des protéines globulaires. On les range parfois dans une catégorie intermédiaire entre les protéines globulaires et les protéines fibreuses. Elles diffèrent cependant de ces dernières par le fait que les solénoïdes α n'ont pas besoin d'interactions intermoléculaires pour maintenir leur structure. L'amplitude de l'inflexion de la superhélice d'un solénoïde α varie considérablement au sein de cette famille, ce qui permet à ces protéines de former des surfaces d'interaction protéine-protéine étendues ou de former des zones concaves profondes pour la liaison à des protéines globulaires.
Dans la mesure où ils sont constitués de répétitions d'unités relativement courtes, les solénoïdes α peuvent acquérir des unités supplémentaires assez facilement, ce qui confère de nouvelles propriétés d'interaction à la surface moléculaire concernée. C'est la raison pour laquelle les domaines en solénoïde ont une longueur qui varie sensiblement d'une protéine à une autre.

## Fonctions

### Constituants des pores nucléaires
Les solénoïdes α sont très présents dans les protéines qui constituent les pores nucléaires. Avec les beta-propellers, ils représentent jusqu'à la moitié de la masse des protéines du cœur des pores nucléaires.Un grand nombre des nucléoporines (en) conservées des pores nucléaires sont ou bien des protéines à solénoïde α ou bien possèdent un domaine beta-propeller du côté N-terminal et un solénoïde α du côté C-terminal,. Cette dernière configuration est également présente dans la clathrine et la protéine Sec31 ; on pensait initialement qu'elle était spécifique des eucaryotes, mais quelques exemples ont été identifiés également chez des planctomycètes.

### Protéines d'enrobage des vésicules

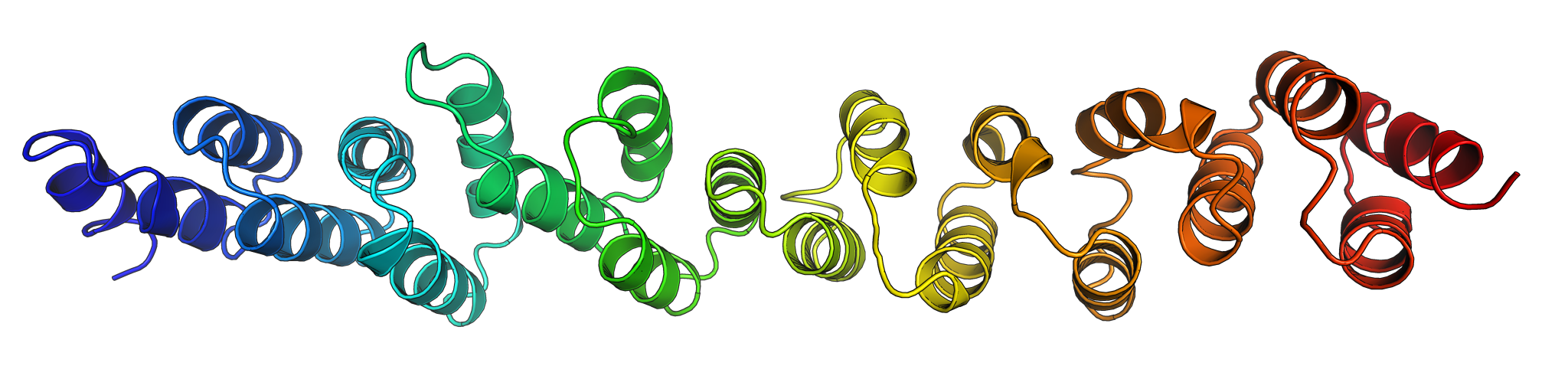
Structure d'un segment de chaîne lourde de clathrine ; l'extrémité N-terminale est en bleu à gauche, l'extrémité C-terminale est en rouge à droite.

Les protéines d'enrobage des vésicules contiennent fréquemment des solénoïdes α et partagent une architecture commune avec les protéines des pores nucléaires. Trois complexes d'enrobage importants intervenant dans des processus cellulaires distincts font intervenir des protéines contenant des solénoïdes α : le complexe clathrine/adaptine, qui fait bourgeonner des vésicules sur la membrane plasmique et intervient dans l'endocytose ; le complexe COPI (en), qui fait bourgeonner des vésicules sur l'appareil de Golgi ; le complexe COPII (en), qui fait bourgeonner des vésicules sur le réticulum endoplasmique ; ces deux derniers sont associés au transport axoplasmique (en) respectivement rétrograde et antérograde.

### Protéines de transport
En raison d'une part de leur propension à former de grandes surfaces propices aux interactions protéine-protéine, et d'autre part de leur grande flexibilité permettant d'établir des liaisons avec diverses protéines de toutes formes, les domaines en solénoïde α interviennent souvent dans le transport des protéines, notamment entre le noyau et le cytoplasme. La superfamille des β-karyophérines sont des protéines à solénoïde α constitué de répétitions HEAT ; l'importine β appartient à cette famille, et l'importine α, qui est sa protéine adaptatrice, contient un solénoïde formé de répétitions armadillo. Les transporteurs d'autres molécules, comme l'ARN, peuvent également présenter une architecture avec un solénoïde α, comme pour l'exportine 5 (en) ou les protéines de liaison à l'ARN à répétitions pentatricopeptide, qui sont particulièrement courantes chez les plantes,.

### Protéines régulatrices
La sous-unité régulatrice de la protéine phosphatase 2, par exemple, possède un domaine en solénoïde α dont la flexibilité conformationnelle régule l'accès au site de liaison de l'enzyme.